# Charles Ferdinand, Duce de Berry
Charles Ferdinand d'Artois, Duce de Berry (Charles Ferdinand d'Artois, fils de France, duc de Berry; 24 ianuarie 1778 – 14 februarie 1820) a fost fiul cel mic al regelui Carol al X-lea al Franței și a soției lui, Prințesa Maria Theresa de Savoia. 

## Arbore genealogic
1. ↑  Autoritatea BnF, accesat în 10 octombrie 2015